# Daniel Fox
Daniel Fox (nascido em 21 de maio de 1991) é um nadador paralímpico australiano. É um aluno bolsista da Academia de Esportes de Queensland desde 2016.

## Mundial de Natação IPC
No Campeonato Mundial de Natação Paralímpico de 2013, realizado em Montreal, no Canadá, Fox conquistou a medalha de ouro na prova dos 200 metros livre, categoria S14.
Em 2010, no Mundial de Eindhoven, nos Países Baixos (Holanda), competiu na mesma prova e conquista a medalha de prata.

## Paralimpíadas

### Londres 2012
Fox foi escolhido para representar a Austrália na natação dos Jogos Paralímpicos de Verão de 2012 em Londres, na Grã-Bretanha, onde competiu nos 200 metros livre e nos 200 metros costas. Neste Jogos, nadou no Centro Aquático ficando com a quarta colocação nos 100 metros costas e obteve a medalha de prata nos 200 metros peito, terminando 0,13 segundos atrás do islandês Jon Margeir Sverrisson.

### Rio 2016
Na Rio 2016, no Brasil, competiu em três provas — obteve a medalha de bronze nos 200 metros livre S14. Ficou em sexto nos 100 metros costas S14 e nos 200 metros medley individual SM14, mas não se classificou para final.